# Drosophila serrata (artundergrupp)
Drosophila serrata är en artundergrupp som innehåller två artkomplex och totalt 19 arter. Artundergruppen ingår i släktet Drosophila, undersläktet Sophophora och artgruppen Drosophila montium. Alla arter inom artundergruppen har utbredningsområden i Asien.

## Lista över arter i artundergruppen

### Artkomplexetbirchii
- Drosophila agumbensis
- Drosophila anomelani
- Drosophila austroheptica
- Drosophila barbarae
- Drosophila bicornuta
- Drosophila birchii
- Drosophila brahmagiriensis
- Drosophila cauverii
- Drosophila cryptica
- Drosophila dominicana
- Drosophila madikerii
- Drosophila mayri
- Drosophila pseudomayri
- Drosophila rhombura
- Drosophila septacoila
- Drosophila truncata

### Artkomplexetserrata
- Drosophila bunnanda
- Drosophila palniensis
- Drosophila serrata